# Station Bucze
Station Bucze is een spoorwegstation in de Poolse plaats Bucze.